# 杜芬振子

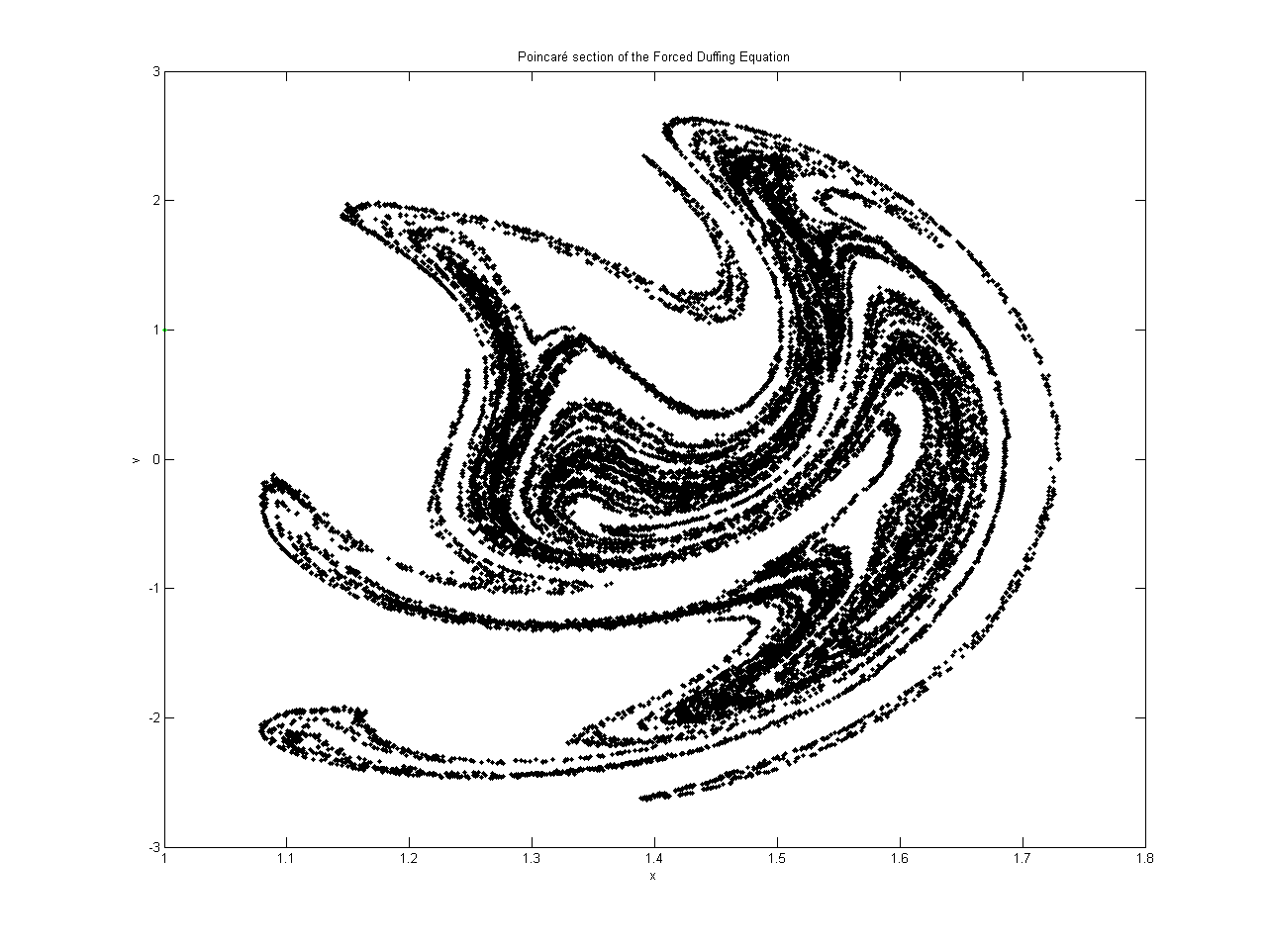
受驱的杜芬方程的庞加莱截面表明混沌行为。

杜芬振子（英語：Duffing  oscillator）是一个描写受驱振动的振动子，由非线性微分方程表示
杜芬方程列式如下：
{\displaystyle {\frac {d^{2}x(t)}{dt^{2}}}+2\gamma {\frac {dx(t)}{dt}}+\alpha *x(t)+\beta *x(t)^{3}=\delta *cos(\omega *t)}
其中
- γ控制阻尼度
- α控制韧度
- β控制动力的非线性度
- δ驱动力的振幅
- ω驱动力的圆频率

## 数值解
杜芬方程没有解析解，但可用龙格－库塔法求得数值解。

Duffing oscillator limit cycle

Duffing oscillator limit cycle phase animation

Duffing oscillator chaos

Duffing oscillator attractors animation

当γ>0，杜芬振子呈现极限环振动；
当γ<0，系统进入混沌态，相图呈吸引子形态。